# 1862 en littérature
| Années de la littérature : 1859 - 1860 - 1861 - 1862 - 1863 - 1864 - 1865    |
| Décennies de la littérature : 1830 - 1840 - 1850 - 1860 - 1870 - 1880 - 1890 |

Cet article présente les faits marquants de l'année 1862 en littérature.

## Essais
- Edmond et Jules de Goncourt, La Femme au XVIIIe siècle.
- Causeries du lundi, recueil d’articles critiques de Sainte-Beuve (1851-1862).
- Les traditions de l'Humanité, ou la révélation primitive de Dieu parmi les païens d’Henri Luken (2 tomes), éd. Casterman
- Histoire de la Révolution française de Louis Blanc (1847-1862).
- La Sorcière de Jules Michelet (1798 - 1874)
- Le philosophe britannique Herbert Spencer publie ses Principes de biologie.
- Moses Hess publie « Rome et Jérusalem - La Dernière Question Nationale », un livre essentiel pour le sionisme.
- Un souvenir de Solférino, de Henri Dunant.
- Les Vosges pittoresques, de Ch. Charton, impr. D. Humbert
- Couleurs d'automne et De la marche de Henry David Thoreau.
- L’Algérie française. Indigènes et immigrants de Ismaÿl Urbain (Sous le pseudonyme de George Voisin).

## Poésie
- Charles Baudelaire, Petits poèmes en prose.
- Leconte de Lisle, Poèmes barbares.

## Romans
- Février : publication dans Le Messager russe de Pères et fils de Tourgueniev.
- 30 mars : Les Misérables, de Victor Hugo est publié à Bruxelles.

- Gustave Flaubert, Salammbô.
- L'Homme à l'oreille cassée et Le Nez d'un notaire d'Edmond About.
- La Sœur de Gribouille, de la Comtesse de Ségur.
- L'Invasion ou le Fou Yégof,  de Erckmann-Chatrian.
- Souvenirs de la maison des morts, de Dostoïevski.
- Isis, roman publié à compte d’auteur de Villiers de L'Isle-Adam.
- Romola, de George Eliot.

## Théâtre
- Eugène Labiche, La Station Champbaudet
- On n'évite ni le malheur ni le péché, d'Alexandre Ostrovski.

## Principales naissances
- 21 août : Emilio Salgari, écrivain italien, auteur de romans et nouvelles d'aventures. (° 25 avril 1911)
- 29 août : Maurice Maeterlinck, écrivain belge, lauréat du prix Nobel de littérature en 1911
- 6 décembre : Paul Adam, écrivain français
- 16 décembre : Eugène Demolder, écrivain belge

- Dates non renseignées ou inconnues :
  - Ōgai Mori, écrivain japonais
  - Inazō Nitobe, écrivain japonais

## Principaux décès
date de naissance inconnue
- Georges Niculy Limbery, interprète judiciaire et écrivain français (° 1805).